# Le Cygne et la Princesse 2
Série Le Cygne et la Princesse
Le Cygne et la Princesse
(1994) Le Cygne et la Princesse 3
(1998)
Pour plus de détails, voir Fiche technique et Distribution.
Le Cygne et la Princesse 2 : Le Château des secrets ou La Princesse des Cygnes 2 : La Flûte enchantée au Québec (The Swan Princess 2: Escape from Castle Mountain) est un film d'animation américain  réalisé par Richard Rich et sorti en 1997. Basé sur le ballet Le Lac des cygnes de Tchaïkovski, il est la suite de Le Cygne et la Princesse (1994).
Le film débute alors que c'est le premier anniversaire de mariage de Juliette et Arthur, ainsi que le 50e anniversaire de la reine Huberta, la mère d'Arthur. Mais Arthur semble plus préoccupé par les affaires du royaume que par sa propre famille. Son manque d'attention va causer l'enlèvement d'Huberta par le méchant sorcier Clavius, un vieil ami d'Albéric. Ce dernier avait dépossédé le méchant sorcier Clavius de ses pouvoirs et l'avait enfermé. Mais après sa mort, Clavius est libéré et va chercher à récupérer ses pouvoirs grâce au cristal des Arts Illicites, cachée dans le château de Juliette. Et il compte bien éliminer Arthur qui va voler au secours de sa mère, la reine Huberta.
Il a été suivi de plusieurs autres films : Le Cygne et la Princesse 3 en 1998, Le Cygne et la Princesse : Un Noël enchanté en 2012, Le Cygne et la Princesse : Une famille royale en 2014, Le Cygne et la Princesse : Aventures chez les pirates ! en 2016, Le Cygne et le Princesse : En mission secrète ! en 2017, Le Cygne et la Princesse : Un myZtère royal en 2018 et Le Cygne et la Princesse :  Le royaume de la musique en 2019.

## Synopsis
Un an s'est écoulé depuis le mariage du prince Arthur avec la princesse Juliette, et les préparatifs sont en cours dans le royaume pour célébrer leur premier anniversaire de mariage. Mais les festivités, auxquelles le prince est depuis longtemps peu attentif en raison des nombreux engagements royaux, sont interrompues par un autre incendie qui dévaste les champs à l'ouest. Grâce à l'intervention rapide des paysans, et à l'aide d’Arthur et de Juliette, l'incendie est rapidement maîtrisé. Le feu n'est que le dernier des nombreux sabotages provoqués par le brigand Brutus qui, sur ordre du magicien Clavius, tente par tous les moyens de détourner l'attention du prince avec les affaires du royaumemais ce fessants et il négliger à la fois Juliette et sa mère. Clavius était autrefois associé du défunt sorcier Albéric, et les deux avaient réussi ensemble à conquérir les sombres pouvoirs des Arts Interdits : mais après avoir essayé de se débarrasser d’Albéric, Clavius avait été chassé par son compagnon. Maintenant qu’Albéric est mort, Clavius revendique la sphère magique qui contient les Arts Interdits, et qui se trouve cachée dans le château au bord du lac, qui demeure aujourd'hui Arthur et Juliette.
Le jour de l'anniversaire de la reine Huberta, dont personne ne semble se souvenir à cause des catastrophes causées par Brutus, Clavius arrive de manière inattendue au château déguisé en clown et, sous prétexte de fête, kidnappe la reine pour l'utiliser comme otage, s'enfuyant sur une montgolfière. Et lorsque Arthur part pour sauver sa mère, prisonnière à l'intérieur d'un volcan inactif, Clavius se rend au château sur le lac, où il surprend et kidnappe Juliette en l’enfermant dans une tour, puis part à la recherche de la sphère magique. Mais la rusée Bridget, autrefois complice de d’Albéric mais maintenant amie de Juliette, reconnaît Clavius et comprend ses intentions, avec l’aide d’Aldo, de Rapido et d’Anatole, ils descend dans les sous-sols du château, où elle trouve la pièce secrète qui garde les Arts Interdites (une sphère magique dotée des 3 pouvoirs absolus : celui de Créer, celui de Modifier et celui de Détruire). Le groupe court ensuite vers la tour pour libérer Juliette. Arthur est cependant toujours en danger, alors pour l'avertir du piège qu'il rencontre, Juliette supplie Bridget d'utiliser les pouvoirs de la sphère pour la transformer à nouveau en cygne, juste pour ce moment-là, avec tout ce que Bridget lui rappelle que la sphère doit être reprise à Clavius pour ré effectuer la transformation. Une fois en forme de cygne, Juliette s'envole pour aller retrouver Arthur, laissant Bridget et les autres au château pour déjouer les attaques répétées de Clavius pour s'emparer des Arts Interdits. La tentative du groupe de l'éloigner de la sphère échoue, Clavius enferme tout le monde dans un enferme Bridget et les animaux dans un donjon inondé.
Ailleurs, Juliette trouve Arthur à temps pour le sauver des sables mouvants dans lesquels Brutus l'a fait tomber par la tromperie. De retour au château, les deux voient Clavius s'enfuir avec la boule à bord d'une montgolfière, à laquelle Aldo, Rapido et Anatole se sont secrètement accrochés sans être vus après s'être libérés en cachette. En suivant le ballon, Arthur et Juliette atteignent le volcan inactif de Clavius, et tentent d'atteindre l'entrée par un téléphérique en bois surplombant une rivière de lave. Mais Brutus arrive, et c'est ainsi que le hors-la-loi et le prince se battent. Le vaillant Arthur le bat pour sa légitime défense et, dans un moment de pitié, il sauve le perfide Brutus qui, au contraire, le fait plonger dans l'abîme. Arthur parvient cependant à s'accrocher à une branche et à arrêter Brutus qui, piégé par Juliette, tente d'atteindre l’entrée de Clavius par un téléphérique, mais Arthur parvient à sauver sa bien-aimée en coupant les cordes du logement, alors Brutus se précipite dans la lave, mourant.
Pendant ce temps, Clavius célèbre sa victoire en exploitant les pouvoirs des Arts Interdits à sa guise, lorsqu’Arthur fait irruption dans la grotte, détournant l'attention du magicien avec l’aide des animaux, qui courent pour ouvrir la prison où la reine est enfermée. Lors de l'affrontement avec le magicien, le prince commence à avoir le pire lorsqu’Anatole, courageusement, intervient à son aide, permettant à Arthur de s'emparer de la sphère, mais restant tué. Avec les Arts Interdits entre les mains, Arthur et le reste du groupe se dirigent vers la montgolfière pour s'échapper, lorsque Clavius tente soudainement de les arrêter. Dans la confusion, la sphère échappe aux mains du prince, se brisant au sol, réactivant le volcan et générant une explosion qui tue Clavius instantanément, tandis qu’Arthur et le groupe parviennent à se sauver en s'enfuyant sur la montgolfière.
Avec la destruction de la sphère, Bridget n'est plus en mesure de contrer l’enchantement de Juliette, alors tout le monde se rassemble au château sur le lac et attendant que la lune se lève sur Juliette, en espérant qu’elle retrouve son apparence comme par le passé, la magie s’accomplit, Juliette retrouve sa forme humaine et Anatole revient à la vie. Heureux de la paix retrouvée, le groupe célèbre la victoire et l'anniversaire d'Huberta avec une explosion de feux d'artifice. Le lendemain, Arthur décide de passer la journée avec Juliette, ayant enfin compris à quel point elle est plus importante que toute autre chose.

## Fiche technique
- Titre original : The Swan Princess 2: Escape from Castle Mountain
- Titre français : Le Cygne et la Princesse 2 : Le Château des secrets
- Titre québécois : La Princesse des Cygnes 2 : La Flûte enchantée
- Réalisation : Richard Rich
- Scénario : Brian Nissen
- Musique : Lex de Azevedo
- Société de distribution : Sony Pictures Home Entertainment
- Durée : 71 minutes
- Dates de sortie :  États-Unis : 18 juillet 1997

## Distribution

### Voix originales
- Michelle Nicastro : Odette
- Douglas Sills : Derek
- Jake Williamson : Clavius
- Michael Lanning : Clavius (chant)
- Joey Camen (en) : Knuckles
- Donald Sage MacKay : Jean-Bob
- Doug Stone : Speed
- Steve Vinovich : Puffin
- Christy Landers : Queen Huberta
- Joseph Medrano : Rogers
- Owen Miller : Bromley
- James Arrington : Chamberlain
- Rosie Mann : Bridget The Hag
- Campbell Morton : Alligators, Wolf

### Voix françaises
- Valérie Karsenti : Juliette
- Bénédicte Lécroart : Juliette (chant)
- Guillaume Lebon : Arthur
- Richard Rossignol : Arthur (chant)
- Roger Carel : Capitaine Anatole / Cuisinier
- Patrick Guillemin : Rapido
- Daniel Beretta : Rapido (chant)
- Éric Métayer : Aldo
- Pierre Baton : Clavius
- Jean-Marie Marrier : Clavius (chant)
- Michel Prudhomme : Lord Melchior
- Danièle Hazan : la reine Huberta
- Martine Latorre : la reine Huberta (chant)
- Jean-François Kopf : Chambellan / Barnabé
- Serge Blumenthal : Brutus
- Lucie Dolène : Bridget la vieille sorcière

## Chansons du film
- La Magie de l'amour (The Magic of Love) - Juliette
- Il faut qu'on sauve ces amis (That's What You Do for a Friend) - Aldo, Anatole, Rapido et Juliette
- Vous allez voir ça (You Gotta Love It) - Clavius
- Plus loin que dans mes rêves (Far Longer Than Forever) - Arthur et Juliette
- Le Rap sans peur (No Fear Rap) - Tous